# جاك كورك

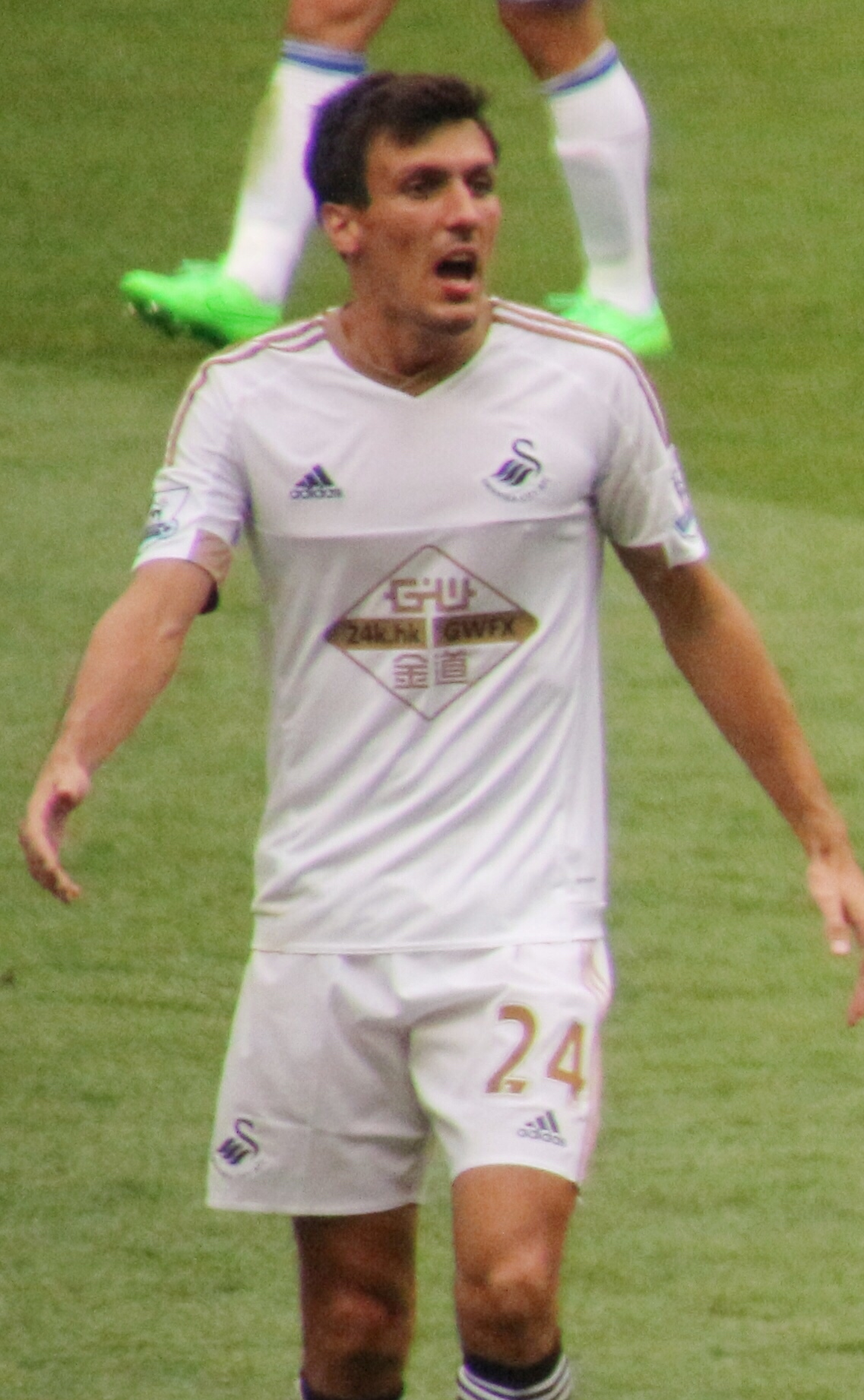

جاك كورك (بالإنجليزية: Jack Cork)‏ (مواليد 25 يونيو 1989 في كارشالتون - إنجلترا) لاعب كرة قدم إنجليزي يلعب حاليا لصالح نادي الدرجة الممتازة بيرنلي الإنجليزي منذ 2010 في مركز قلب الدفاع كما يجيد اللعب في مركز الوسط المدافع .

## روابط خارجية
- جاك كورك على موقع الاتحاد الأوربي (الإنجليزية)
- جاك كورك على موقع قاعدة بيانات كرة القدم.إي يو (الإنجليزية)
- جاك كورك على موقع ناشيونال فوتبول تيمز (الإنجليزية)
- جاك كورك على موقع Soccerbase.com (لاعب) (الإنجليزية)
- جاك كورك على موقع Soccerway.com (الإنجليزية)
- جاك كورك على موقع عالم كرة القدم.نت (الإنجليزية)
- جاك كورك على موقع كووورة
- جاك كورك على موقع أوليمبيديا (الإنجليزية)
- جاك كورك على موقع اللجنة الأولمبية البريطانية (الإنجليزية)
- جاك كورك على موقع AS.com (الإسبانية)